# Leuctra metsovonica
Leuctra metsovonica är en bäcksländeart som beskrevs av Aubert 1956. Leuctra metsovonica ingår i släktet Leuctra och familjen smalbäcksländor. Inga underarter finns listade i Catalogue of Life.